# Novacelles
Novacelles est une commune française située dans le département du Puy-de-Dôme, en région Auvergne-Rhône-Alpes.

## Toponymie
Toponyme ecclésiastique venant du latin Cella, désignant généralement une cellule, et par métonymie un habitat d'ermite,, auquel s'adjoint Nova, signifiant donc une implantation ecclésiastique nouvelle (voire récente) à l'époque de la naissance du toponyme.

## Géographie
Novacelles est une commune des Monts du Livradois, d’une superficie de 1 443 hectares dont l'altitude varie de 780 mètres au Bourg à près de 1 000 mètres à Longevie et à la Savoie. La commune est partagée en deux entités géographiques : une vallée profondément encaissée entre deux plateaux, au sud-ouest et au nord-est.
Le bourg de Novacelles est établi au fond de cette vallée, dans un creux qui ressemble à un cirque, à la jonction d'un méandre sur la rivière la Dolore et des eaux du ruisseau le Rieutord. Cet emplacement résulte en premier lieu de l’implantation d'un ermitage, puis d’un ancien château seigneurial devenu prieuré, (ancienne dépendance de l'abbaye de La Chaise-Dieu), ayant donné naissance à un petit village et à une paroisse.
La vallée de la Dolore, sur près de six kilomètres en suivant la dépression formée par une rivière d’eaux vives, présente des sites magnifiques, avec un boisement diversifié en feuillus et résineux sur ses berges. Il est à souligner que la superficie en boisement de la commune est d’environ 685 hectares, lesquels bois représentent près de 50 % de la superficie globale de celle-ci et sont exploités (abattages, débardages, entretiens, ventes).
La commune de Novacelles est adhérente du parc naturel régional Livradois-Forez.

### Climat
Pour des articles plus généraux, voir Climat d'Auvergne-Rhône-Alpes et Climat du Puy-de-Dôme.
En 2010, le climat de la commune est de type climat des marges montargnardes, selon une étude du Centre national de la recherche scientifique s'appuyant sur une série de données couvrant la période 1971-2000. En 2020, Météo-France publie une typologie des climats de la France métropolitaine dans laquelle la commune est exposée à un climat de montagne ou de marges de montagne et est dans la région climatique  Nord-est du Massif Central, caractérisée par une pluviométrie annuelle de 800 à 1 200 mm, bien répartie dans l’année. 
Pour la période 1971-2000, la température annuelle moyenne est de 8,7 °C, avec une amplitude thermique annuelle de 16 °C. Le cumul annuel moyen de précipitations est de 885 mm, avec 10,3 jours de précipitations en janvier et 7,8 jours en juillet. Pour la période 1991-2020, la température moyenne annuelle observée sur la station météorologique de Météo-France la plus proche, « Saint-Germain-L Herm », sur la commune de Saint-Germain-l'Herm à 9 km à vol d'oiseau, est de 8,0 °C et le cumul annuel moyen de précipitations est de 1 067,3 mm,. Pour l'avenir, les paramètres climatiques de la commune estimés pour 2050 selon différents scénarios d'émission de gaz à effet de serre sont consultables sur un site dédié publié par Météo-France en novembre 2022.

## Urbanisme

### Typologie
Au 1er janvier 2024, Novacelles est catégorisée commune rurale à habitat très dispersé, selon la nouvelle grille communale de densité à sept niveaux définie par l'Insee en 2022.
Elle est située hors unité urbaine. Par ailleurs la commune fait partie de l'aire d'attraction d'Ambert, dont elle est une commune de la couronne,. Cette aire, qui regroupe 29 communes, est catégorisée dans les aires de moins de 50 000 habitants,.

### Occupation des sols
L'occupation des sols de la commune, telle qu'elle ressort de la base de données européenne d’occupation biophysique des sols Corine Land Cover (CLC), est marquée par l'importance des forêts et milieux semi-naturels (53,2 % en 2018), une proportion sensiblement équivalente à celle de 1990 (53,3 %). La répartition détaillée en 2018 est la suivante :
forêts (53,2 %), zones agricoles hétérogènes (24,5 %), prairies (22,3 %). L'évolution de l’occupation des sols de la commune et de ses infrastructures peut être observée sur les différentes représentations cartographiques du territoire : la carte de Cassini (XVIIIe siècle), la carte d'état-major (1820-1866) et les cartes ou photos aériennes de l'IGN pour la période actuelle (1950 à aujourd'hui).

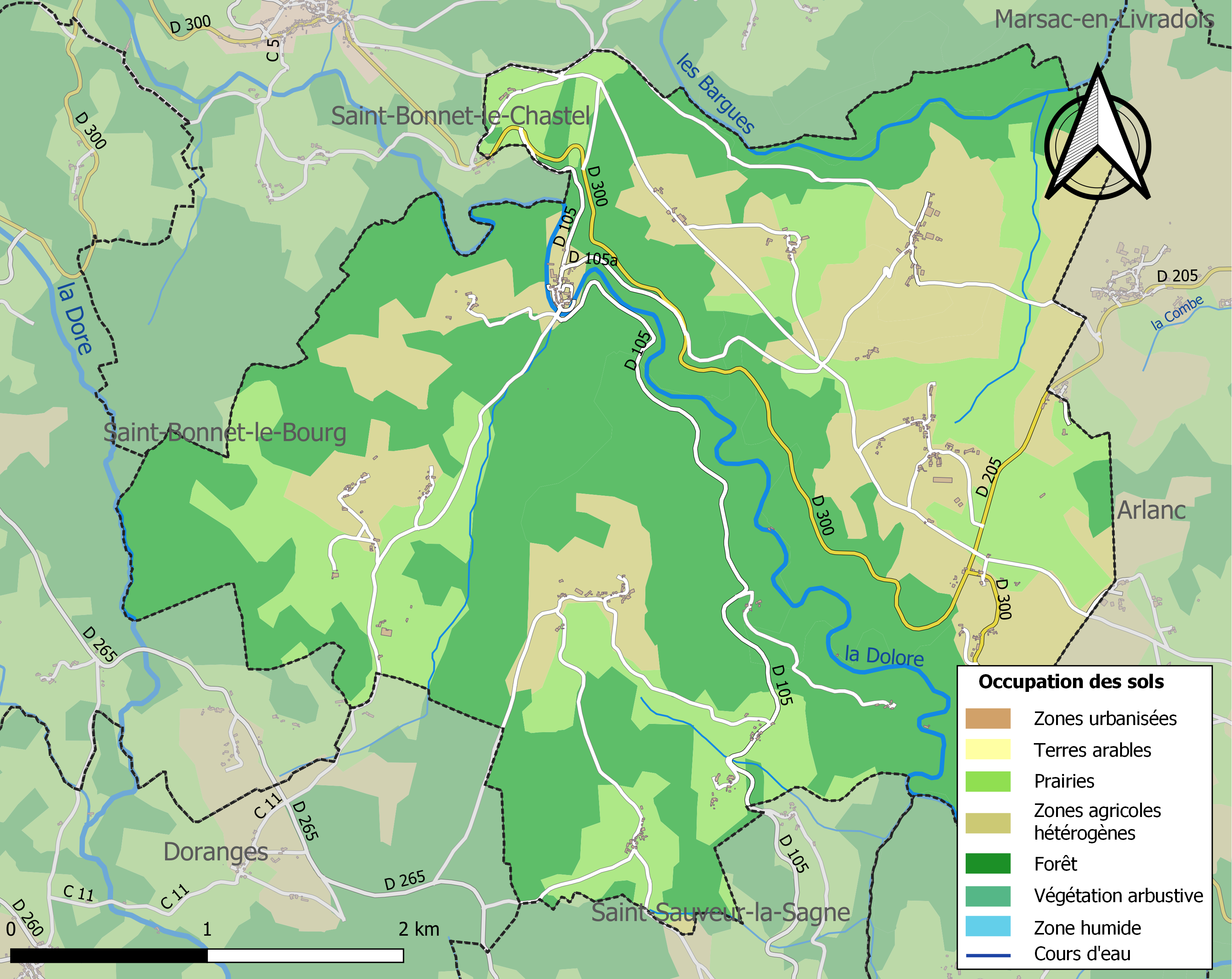
Carte des infrastructures et de l'occupation des sols de la commune en 2018 (CLC).

## Communes limitrophes
Saint-Sauveur-la-Sagne - Mayres - Arlanc - Saint-Bonnet-le-Chastel - Saint-Bonnet-le-Bourg - Doranges - Marsac-en-Livradois.

## Lieux-dits et écarts
Baraque (la), Batisse (la), Best, Bourg (le), Brugère (la), Cellier (le), Chadenas, Etuy, Fontenilles, Friteyre (la), Grenier, Issandolanges, Longevie, Malaboulin, Malfériol, May (le), Ménières, Montel (le), Morestie (la), Poyet (le), Rat (le), Redondet (le), Roche (la), Roussillac (le), Savoie (la), Suchet (le), Tourettes (les), Tyr, Veilles.
- Batisse (la) : Labastissa où deux foyers étaient imposés. La maison (Bas Moyen Âge).
- Best : Orthographié Betz en 1350. Pourrait être une forme dérivée de Betullae (les bouleaux).
- Brugère (la) : La Brugera en 1350. La végétation a bien souvent servi à désigner les villages et lieux-dits. Ici, ce nom vien de la « Bruga » forme simple à laquelle est ajouté le suffixe « era » (Bruges ou Bruyères témoignent en général de la pauvreté du sol). Il s'agissait alors en 1352 d'un petit village de trois feux et plus tard de cinq.
- Chadenas : Orthographié Chapdenac sur le registre de levée de taille de 1352. C'était une variante des « Capdenac » du Sud-Ouest. Pourrait provenir d'un nom de personne gallo-romain « Capito » (nom de lieu capitorum) d'après Albert Dauzas.
- Etuy : Autrefois Escuyt, Estuyt en 1350… Probablement Etuit. Sans mention
- Fontenilles : Vient très certainement du latin « Fons » la fontaine, ici sous son diminutif. En langue d'oc, petites fontaines ou petites sources de faible débit.
- Friteyre (la) : Autrefois « La Frayssera » ou « Lofrayss » du latin Fraxinaria, de fraxinus (le frêne). Ce nom signifie donc, à n'en pas douter, le lieu planté de fraisses ou frênes, la frênaie.
- Grenier : Le grenier, la grange à grain.
- Longevie : Longaves sur un acte de vente de 1280. Longovetz sur un acte de vente de 1298. Peut-être « Longa Via » soit « Long Chemin ». Autrefois, Longavet, un hameau assez important puisque huit feux y étaient imposés de taille. Autre origine possible « Vue Longue » ou étendue due à son site dominant sur les vallées.
Ce petit hameau a été réputé pour la longévité humaine. Son étymologie semble aussi le rappeler. D'après les registres paroissiaux de Novacelles et d'Issandolanges, des tables de décès consultables à l'AGPA (Association de généalogie du pays d'Arlanc) de nombreux centenaires ont été recensés à l'époque royale dans un rayon de quelques kilomètres autour de Longevie. Certains vécurent même jusqu'à l'âge de 111 ans et on y observe que, sur une période de 40 ans, plus de 1 % des décès survenaient après 100 ans. Il s'agirait d'un phénomène lié à une source d'eau exceptionnelle qui aurait un pouvoir particulier de régénération pour les individus qui l'auraient consommé au cours de leur existence. Monseigneur de Sirmonds, jésuite et confesseur de Louis XIII, mort quasiment centenaire, en aurait notamment bénéficié lorsqu'il venait chez son oncle, jadis prêtre de la paroisse.
- Malfériol : On trouve la forme de Mas Ferriolz dans un acte de vente daté de 1281. C'est la corruption de Masféréol, la maison de Férréol. On était à proximité d'une route allant d'Ambert à Brioude, où l'on retrouve le culte de saint Julien (Doranges – Brioude) et de son compagnon Férréol.
- May (le) : À l'époque féodale, on continue d'employer les vieux termes de Curtis ou Villa (cartulaire de Sauxillanges et Brioude) mais apparaissent aussi les dénominations nouvelles comme Mansus. Le manse a donné d'assez nombreux « Mas » ou « May ».
- Ménières : « Mazeneyras » en 1350. Le plus gros village imposable pour la taille de toute la châtellénie d'Issandolanges. Dix-sept censitaires y étaient recensés.
Son orthographe est la même que celle de cette commune de Suisse qui a donné son nom à cette maladie liée aux différents troubles et déséquilibres de l'oreille interne, dite des " Vertiges de Ménières ". Autrefois orthographiée Meyneyres, en rappel, sans doute, de la famille de Meyneyras qui l'habitait, cette forme rappellerait aussi la présence des Meunières, car plusieurs habitants de ce lieu possédaient leur moulin sur la rivière Dolore, toute proche.
- Montel (le) : En concurrence avec « Puy », lieu en hauteur, le mot Mont ou son diminutif Montel est un des plus courants dans la toponymie locale. Orthographié « Monthel » avec ou sans article.
- Morestie (la) : Ce hameau qui domine le cirque de Novacelles, avec vue imprenable sur les sommets de Longevie et de la Savoie, est aussi lié à la longévité, son étymologie pouvant signifier, d'après la légende, "la mort s'arrête ici" parce que la Grande Peste qui ravagea le pays s'arrêta miraculeusement à ce hameau. Hypothèse séduisante mais en rien confirmée. Beaucoup plus vraisemblablement, il s'agit d'un nom de famille comme la plupart des noms formés au XIIIe siècle. Ici, on peut conjecturer Morest.
Il pourrait être fait mention aussi de l'histoire de la croix dédiée à saint Marc, en remerciement de l'arrêt, lors de la propagation de cette épidémie de peste en ce lieu précis. Il existait un lieu tout proche appelé bois des Lépreux où selon la légende, on pendait un sac de nourriture aux branches des arbres en bordure de ce bois qui servait en quelque sorte à nourrir les malades placés en zone de quarantaine.
- Poyet (le) : Lo Poyet en 1350. Le vocable « Puy » ou son diminutif « Lo Poyet » servait beaucoup à désigner les villages ou les hameaux. Puy vient du latin Podium, lieu en hauteur.
- Redondet (le) : Très commun comme lieu-dit cadastral, évoque la forme plus ou moins ronde : praredon, ou prat-Redon, prérond, pré-rond, village récent établi sur un lieu-dit.
- Roche (la) : Vocable très employé autrefois pour désigner un nom de lieu, en référence au sol.
- Roussillac (le) : « Rochillat » sur un acte daté de 1336. Ce nom semble correspondre à Russillacum, c'est-à-dire la propriété de Russilius ou de Russelus, soit le nom d'un établissement gallo-romain du IIe, IIe  ou  IVe siècle. La propriété prenait alors le nom du propriétaire auquel était ajouté le suffixe « acum ».
- Savoie (la) : La salvayha en 1350. Devrait normalement s'écrire « La Salvayrie » du nom de famille Salve ou salva (aujourd'hui Sauve). Formation du XIIIe siècle donc, à partir d'un nom de famille.
C'est le point culminant de la commune à près de 1 000 mètres d'altitude, dont le nom peut être historiquement lié au passage des Allobroges de Savoie dans la région, ou encore des Alamands de la zone proche du Léman.
- Tourettes (les) : Les petites tours.
- Veilles : Vaylhas en 1350. Idem pour les Veilhes de Saint-Bonnet-le-Chastel. Littéralement les vieilles.

## Histoire

### Préhistoire
Vraisemblablement, il n'y eut, au paléolithique, période de la pierre taillée, qu'une occupation passagère. C'est au Néolithique, entre 6000 et 2500 avant notre ère qu'une population de cultivateurs et de chasseurs occupa les premières pentes des montagnes, la plaine restant trop marécageuse. Les dolmens et menhirs restants sont les témoins de cette époque.
Aux agriculteurs néolithiques vinrent successivement s'ajouter une importante population ligure (d'où le toponyme Arlincu pour Arlanc) et des tribus celtes aux VIe et Ve siècles av. J.-C. (d'où le toponyme Ambe ritu pour Ambert et qui signifie le gué de la rivière).
Ainsi, le Livradois était habité bien avant la conquête romaine et la paix romaine ne pouvait guère se traduire que par une mise en valeur accrue des terres. Les "Gaulois" du Livradois étaient donc vraisemblablement des agriculteurs, éleveurs de poules et chasseurs de sangliers, la noblesse vivant dans les grandes fermes et la plèbe nombreuse étant logée dans des chaumières.
Sur le territoire communal actuel ou en bordure, la toponymie (étude des noms des lieux) nous permet de recenser le "Roussillac" comme établissement fondé sans doute aux IIe, IIIe ou IVe siècle et "Perpillanges" et "Issandolanges" aux Ve et VIe siècles.

### Antiquité (-52 à 476)
Puis ce sont des périodes successives de calme et d'invasions dont les Wisigoths d'Euric (474-475).

### Haut Moyen Âge (476-987)
En 508 viennent les Francs de Clovis et les bandes de Thierry en 525. Entre deux conquêtes, s'installe une paix relative qui permet une reprise de l'agriculture. Mais l'insécurité reste chronique et le commerce à distance impossible. On vivra donc en économie fermée, d'où un renouveau agricole. Les forêts reculent et les exploitations remontent les pentes au-delà de 800 mètres, à la merci des mauvaises récoltes, des gels tardifs et des neiges précoces, situation précaire qui subsistera en fait jusqu'à la Révolution voire au-delà.
Sous les Mérovingiens (450-750) et sous les Carolingiens (750-980) le Livradois avec l'Auvergne sera rattaché à l'Aquitaine et constamment ensanglanté par les rivalités politiques se déchaînant dans les expéditions punitives. Mais les chroniqueurs ignorent totalement le Livradois perdu dans ses montagnes. Les réfugiés affluent venant du Nord et de l'Ouest : les moines avec leurs reliques, les paysans avec leurs hardes et leur bétail. Le pays joue encore une fois son rôle de terre d'asile et bénéficie de cet afflux de population.
Pratiquement, la carte des lieux habités ou cultivés était fiée dès la fin du premier millénaire. Le monde féodal y ajoutera la colonisation des hautes terres et des écarts. De cette époque datent les noms dérivés de "Puy" et en particulier les nombreux "Poyet" du Livradois. C'est à cette époque mérovingienne que se situe l'extension du culte des saints aquitains qui témoignent de l'antiquité de certaines paroisses telles nos deux voisines de Saint-Bonnet-le-Bourg et Saint-Bonnet-le-Chastel (722), saint Bonnet étant évêque de Clermont. Huit paroisses dans le Livradois étaient consacrées à saint Pierre mais l'antiquité du Bourg d'Arlanc et à certains égards de Chaumont-le-Bourg, l'emporte sur celle de Novacelles. Il est fait état au début du Xe siècle de la présence de trois ermites établis à proximité de la rivière Dolore dans un vallon encaissé de Novacelles.

### Moyen Âge classique (987-1328)
Au Xe siècle, dans les cartulaires de Brioude et Sauxillanges, apparition des puissants seigneurs montagnards d'entre Dore et Allier, les Montboissier, solidement installés dans les montagnes du Livradois et dans le sud de la plaine où ils tiennent les châteaux d'Arlanc, de Clavelier, d'Issandolanges, de Saint-Bonnet-le-Chastel, de Coisse et de Saint-Amant-Roche-Savine. Les cultivateurs du Livradois sont des hommes libres, propriétaires du sol mais redevables envers le seigneur laïc ou religieux. Les métayers qui travaillent pour moitié les terres qui leur sont confiées sont aussi nombreux. Tous travaillent un sol maigre avec les outils de bois rarement ferrés (Il n'y a pas de fer en Livradois) comme la bêche, la houe ou l'araire qu'ils tirent eux-mêmes faute de bête de trait. Production d'avoine, de seigle et de raves en abondance, élevage de poules, porcs et moutons. Peu ou pas de gros bétail, peu de viande donc sur la table des « vilains », peu ou pas de lait non plus, la base du régime alimentaire étant constituée par le pain noir, les raves, les œufs sans doute et les bouillies.
Il n'y a pas d'industrie dans le Livradois, isolé du monde mais un grand nombre d'artisans : peigneurs de chanvre, cardeurs, tisserands, potiers et tuiliers… qui satisfont à la demande locale. Sur les ruisseaux, existent déjà des moulins à farine et à foulon ainsi que des tanneries. Au milieu du XIIIe siècle se constitue à Novacelles, au sein même de l'ancien château, un prieuré d'une dizaine de moines, assignés à la production de papier à l'usage de leurs frères de l'abbaye de la Chaise-Dieu.

### Bas Moyen Âge (1328-1517)
Alors que s'ouvrait pour le Livradois une ère de prospérité, la guerre de Cent-Ans (1337-1453) faillit tout remettre en question. D'abord, ce furent les exploits des bandes de routiers qui ravagèrent la province puis la Grande Peste de 1348-1350 qui détruira plus de la moitié de la population. Vinrent ensuite les bandes de « Tuchins » paysans chassés de leur terre, mendiants de profession ou criminels de droit commun qui constituèrent des bandes d'égorgeurs, tuant et pillant pour vivre et qui rançonnèrent le Livradois. Enfin, l'Auvergne étant passée en apanage au duc de Berry, incapable de forcer la victoire par les armes, les États de la Province durent acheter le départ des troupes occupantes au prix d'une énorme rançon. De toutes ces calamités successives, le Livradois sortait ruiné. Un témoignage évocateur en reste la diminution des fouages (impôt qui frappait chaque foyer ou feu) à la suite d'une enquête faite sur ordre du roi. Le 2 avril 1380, on ramena le nombre de feux à Novacelles de 12 à 7.
Il reste cependant à penser que la région se releva assez rapidement comme en témoigne la floraison des églises livradoises de la seconde moitié du XVe siècle, que l'on refit en partie, que l'on agrandit ou que l'on éleva, par exemple celles de Saint-Sauveur-la-Sagne et de Novacelles.

### La Renaissance (1517-1610)
C'est sous l'épiscopat de Guillaume Duprat, originaire d'Issoire, que la Réforme apparut en Auvergne. De petites communautés s'installent comme chez nos voisins de Saint-Bonnet-le-Chastel. Alors catholiques et protestants s'affrontent. En Livradois, Ambert était devenu le centre de la résistance catholique dans la région. Alors apparaît le capitaine Merle (1575) chef protestant d'origine cévenole, qui organise de véritables expéditions sur le Livradois. Novacelles et les deux Saint-Bonnet ont à souffrir pillages, destructions, incendies et vexations de toutes sortes. Retranché avec ses forces à Ambert qu'il avait pris aux catholiques il résiste à un siège de quatre-vingt treize jours, puis laissant la ville ruinée et dévastée, il repart en Cévennes. Alors on envoya une délégation au duc d'Alençon, frère du roi, afin de lui exposer la grande détresse du pays et d'obtenir par ses soins une exemption temporelle de taille, arguant des pertes et calamités subies par les habitants non seulement d'Ambert mais aussi de paroisses voisines telles Novacelles et ce depuis 1576.
Ainsi les guerres de la Ligue que devaient plonger l'Auvergne dans une abominable confusion, allaient entraîner la ruine du Livradois dans son ensemble. Depuis 1562 et surtout depuis 1576, les troupes de tous bords ne vivaient-elles pas sur le pays livré ainsi au pillage, aux tueries et à des exactions diverses ?
Mais la guerre ne suffisait pas. Cette seconde moitié du XVIe siècle fut aussi marquée par une hausse considérable des prix et par une série d'épidémies diverses, confondues ensemble sous le nom générique et commode de peste. Enfin, à ces épidémies, il faut encore ajouter les famines fréquentes. Jamais le Livradois ne devait se relever de tant de ruines accumulées en cette fin du XVIe siècle. On note qu'en l'an 1567, à Novacelles, six moines bénédictins dont deux prêtres quittent le prieuré, laissant l'ancien château inhabité.

### XVIIeetXVIIIesiècles
Le XVIIe et après lui le XVIIIe siècle souffriront aussi de terribles disettes, d'épidémies et de famines. La faiblesse des rendements (quatre grains récoltés pour un grain semé dans les meilleures années) et l'isolement ne permettent pas de nourrir une population importante. Le tiers des habitants vit de la charité publique. En 1692 par exemple, apparurent des fièvres pestilentielles qui décimèrent la population du Livradois. Puis, à la récolte catastrophique de 1693 s'ajouta un hiver d'une exceptionnelle rigueur et l'une des famines les plus terribles que connurent les paysans succéda à l'épidémie. Le quarton de blé passa d'une livre et demie à six livres soit l'équivalent de dix journées de manœuvre. Les gens disputaient l'herbe aux animaux ; on mangeait les chiens, les chats et même les rats. « On faisait sécher la racine des fougères, on la faisait moudre et on en faisait du pain... ». Curieusement, il ne devait plus y avoir par la suite de grandes épidémies, une fois passée la peste de 1693. Par contre la famine allait sans cesse menacer tout au long du Siècle des Lumières.
Entre deux famines ou deux épidémies, on songea à ajouter une autre branche à l'activité traditionnelle du Livradois. On prépara un plan minutieux d'exploitation des forêts des crêtes des monts du Livradois. Mais cette nouvelle industrie eut un essor relativement limité par le manque de voies de communication, la Dore n'étant navigable ou flottable qu'au moment des grandes eaux de printemps. Mais ce sont surtout la fabrication du papier et celle des textiles qui continuent à animer le commerce et l'industrie locale. La plus grande partie des laboureurs étaient en même temps tisserands à la mauvaise saison, travaillant au rustique métier familial pendant que les femmes et les enfants filaient laine, lin ou chanvre. Mais il n'est pas question pour les pauvres paysans du Livradois, d'acheter eux-mêmes la matière première qu'ils travaillent, à l'exception peut-être d'une faible partie de la laine grossière de la région. Aussi, le lin, le chanvre et la laine étaient-ils achetés en gros par les marchands-bourgeois qui les faisaient mouliner, lessiver, teindre ou blanchir, et les donnaient ensuite à travailler aux ouvriers-laboureurs pour une maigre façon. Ayant récupéré les produits finis, ils se chargeaient des derniers apprêts et de leur écoulement.
Depuis le XVIIe siècle enfin, la dentelle de fil ou de soie, dite dentelle blonde avait débordé le Velay pour atteindre Livradois.

### La Révolution française
La difficulté des relations avec Paris et l'isolement tout particulier de la région firent que la Révolution française n'eut pas le même visage dans nos contrées et à Paris. Les nouvelles arrivaient ici avec un retard tel qu'il en limitait considérablement les effets. Les châteaux féodaux subirent des dégâts, les terres seigneuriales devinrent biens nationaux et furent vendues par lot aux paysans les plus aisés. Notre voisine Saint-Bonnet-le-Chastel devint "Bonnet Libre". Les anciennes divisions administratives du Livradois et les sociétés populaires jusque-là Jacobines renient Couthon et les siens et adhèrent pleinement à la Convention nationale. Malgré cela, le fameux Conventionnel Maignet, dont la famille était originaire de Novacelles, vieux jacobin de la première heure et encore fort écouté à Ambert, fut officiellement défendu auprès des Ambertois pour sa « moralité, la douceur de son caractère, son désintéressement, sa mâle probité ». À la terreur blanche, il vint se réfugier dans les bois du Monter de Saint-Bonnet où il avait une maison achetée sur d'anciens biens nationaux.
Puis c'est l'apparition d'un renouveau des mouvements royalistes sous forme de bandes qui terrorisent, rançonnent et tuent. Ce sont, en Livradois les compagnons de La Ganse Blanche qui établissent leur repaire dans les bois du Roi. À l'insécurité, viennent s'ajouter l'inflation galopante et la dévaluation des assignats. En huit mois, le pris du pain est multiplié par dix-huit. Aussi les gens du pays accueillirent-ils Bonaparte avec intérêt sinon avec joie.

### Le Consulat (1799-1804)
Celui-ci s'emploie à relever l'économie locale et en priorité à rétablir le réseau routier. Les chemins vicinaux eux-mêmes sont ainsi remis en état par les citoyens des bourgs et des campagnes. Mais si la culture de la pomme de terre et l'élevage du mouton se développent, les paysans souffrent de la baisse des prix agricoles, de l'absence de débouchés et de la concurrence car les produits ne sont pas d'excellente qualité.

### Le Premier Empire (1804-1815)
Puis dès 1805, avec l'importance et la multiplication des levées de jeunes conscrits pour alimenter les armées napoléoniennes, les populations commencèrent à se lasser et réfractaires et déserteurs se multiplièrent.

### Restauration de la monarchie (1815-1830)
Le départ pour l'île d'Elbe ne rencontre qu'indifférence et en 1816, le sous-préfet de Louis XVIII écrira : « l'opinion de cet arrondissement en général est plutôt en faveur du gouvernement actuel que contre, et cela surtout dans les classes de propriétaires aisés. Il en est fort peu qui pensent différemment ; le peuple des campagnes est bon, craintif, crédule, religieux. Par la quantité de bras que le commerce emploie, le peuple est sous sa dépendance et il a sur lui un empire presqu'absolu... ».
Les archives de la Chambre Consultative des Arts et Manufactures signalent, dès 1827, la décadence de l'industrie locale. Les ouvriers de la mercerie subissent un chômage forcé. La fabrication des étamines est en passe de disparaître : mauvaises qualité des laines locales, renforcement des barrières douanières et archaïsme des techniques en sont les principales causes. Malgré tout, la population du Livradois ne semble pas subir le contrecoup de cette décadence économique.

### LeXIXesiècle
Le développement de la dentelle et à partir de 1854 la fabrication de chapelets ont permis de retrouver l'ancien équilibre apporté par les industries complémentaires. Contrairement à l'ensemble de l'arrondissement où la population atteint son maximum de densité vers 1846, au milieu du XIXe siècle donc, notre commune elle, semble avoir culminé vers 1791, date à laquelle on recensait 1 115 habitants.
À partir de la Révolution, la courbe démographique ne fera que s'infléchir comme le montreront les états comparatifs des divers recensements. Il faut dire que la survie des populations rurales n'est assurée que par l'association agriculture-émigration-industrie artisanale. Pendant que les femmes resteront seules à cultiver la terre, à récolter et engranger, à soigner le bétail, à filer la laine et le chanvre, tout en confectionnant dentelles et chapelets, les hommes à Notre-Dame de Septembre (le 8 du mois) partent par brigades emportant vivres, linge et surtout outillage pour les migrations saisonnières : telles ces « paires » de scieurs de long, formées d'un « chevrier » (le responsable du trait de coupe, toujours debout sur le chevalet ou « chèvre ») et du « Renard » le scieur du bas qui tire la « beiche ». À la Saint-Jean d'été, la campagne de sciage accomplie, ils reviendront au pays pour les gros travaux d'été avec quelque 800  à   900 francs d'économie en poche. Ce n'est pourtant qu'en 1885 que le premier train arrivera en gare d'Ambert permettant ainsi de nouveaux échanges ; l'exploitation plus rationnelle de la forêt, le développement de petites industries de scieries et l'importation de la chaux pour la campagne qui reconstruira ses fermes et pierres et sur deux ou trois niveaux. Apparaîtra aussi l'élevage du veau de boucherie que l'on pourra désormais exporter vers la ville…

### LeXXesiècle
Et, il en était encore de même il n'y a pas si longtemps. Sur les petites exploitations agricoles d'une douzaine d'hectares, morcelées, pentues, vouées aux maigres rendements de la polyculture, les paysans, à la morte saison, se faisaient sabotier, charron, menuisier, charpentier ou maçon. La grande industrie a causé la première grande saignée dans la population du Livradois. À Clermont-Ferrand, capitale du pneumatique, cette industrie porte un nom, Michelin. À l'appel du bonhomme « Bibendum », jeunes gens et jeunes filles ont quitté leur ferme pour la vallée, captivés par le mirage du caoutchouc. Les besoins en bras sont allés croissant. Tant que la condition de l'ouvrier ne fut guère plus enviable que celle du paysan, l'émigration fut supportable pour le pays. Mais dès l'époque où la comparaison pencha en faveur du travail en usine, avec ses avantages sociaux, elle s'accentua de façon irréversible. Phénomène classique dans tous les pays pauvres. Cependant, en ces pays du Livradois, quelque chose d'inaccoutumé s'est manifesté. Les paysans se sont beaucoup plus qu'ailleurs accrochés à leur terre, à leur mode de vie et le chant des sirènes de l'usine n'a pas tourné toutes les têtes. La volonté de tenir bon s'est trouvée renforcée chez certains dans la mesure où le départ de voisins semblaient laisser des terres libres. Des chances d'exploitation plus rentables s'offraient à eux… Mais ces terres convoitées, les agriculteurs n'ont pu les acheter. D'abord parce que même devenu définitivement citadin, on tient à conserver le patrimoine familial ; ensuite, parce que planter des résineux est d'un très bon rapport. Alors, on plante… et la coexistence d'un boisement et d'une terre cultivée est impossible. Les racines « traçantes » s'étendent horizontalement à fleur de terre sur une distance égale à la hauteur de l'arbre. Boiser à côté des cultures, c'est assécher à brève échéance la terre du champ et « pomper » toutes ses matières fertilisantes. Et tandis que les arbres s'élèvent, une ombre grandissante s'étend d'année en année sur le carré voisin. Il n'y a plus qu'à laisser la charrue au hangar. Ainsi, ce boisement anarchique est apparu d'abord de façon éparse (on dit ici, c'est un boisement en timbre poste). Puis, dans un second temps, la gangrène s'est étendue. Des cimes où ils régnaient de droit, les résineux sont descendus en longues vagues à l'assaut des villages.
Depuis quelques années, la situation semble s'être stabilisée. Les municipalités responsables ont établi des barrages, des digues devant l'invasion forestière et ce qui aurait pu être cause de mort, peut maintenant devenir source de « vie » et espérance d'avenir. Non seulement par le rapport premier de la récolte forestière mais aussi, par les emplois créés dans la sylviculture. Les fils ou petit-fils de paysans-forgerons ou maçons se font paysans-abatteurs ou débardeurs… l'opinion de cet arrondissement en général est plutôt en faveur du gouvernement actuel que contre, et cela surtout dans les classes de propriétaires aisés. Il en est fort peu qui pensent différemment ; le peuple des campagnes est bon, craintif, crédule, religieux. Par la quantité de bras que le commerce emploie, le peuple est sous sa dépendance et il a sur lui un empire presqu'absolu..."A nous maintenant de savoir tirer les leçons du passé et d'installer la seule harmonie qui permette de retrouver les équilibres biologiques naturels nécessaires et indispensables à notre propre survie sur la terre même où vécurent nos ancêtres.
La paroisse de Novacelles est issue du démembrement de la paroisse de Saint-Bonnet-le-Chastel, elle-même démembrée d’une grande paroisse rurale primitive dont le siège était à Saint-Bonnet-le-Bourg. Les habitants de Novacelles sont appelés les Novacellois et les Novacelloises. Elle fait partie de la communauté de communes Ambert Livradois Forez.

## Classement
Classement qui détermine le rang de la commune de Novacelles selon différents échelons administratifs allant du canton au territoire national :
| Classement            | Habitants | Superficie | Densité |
| France                | 29874e    | 12999e     | 32808e  |
| Auvergne              | 1062e     | 791e       | 999e    |
| Puy-de-Dôme           | 402e      | 235e       | 397e    |
| Arrondissement Ambert | 43e       | 39e        | 38e     |
| Canton d'Arlanc       | 7e        | 6e         | 7e      |

## Politique et administration
Liste des Maires successifs :
- Émile Malfériol, mars 1953 à mars 1959,
- Claude Molimard, mars 1959 à mars 1977,
- Maurice Grenier, mars 1977 à mars 2008,
- Laurent Bachelerie, mars 2008 à juin 2020,
- Patrick Delferrière, juillet 2020 -

## Économie
- Agriculture
 Un cheptel important de bovins et d’ovins (près de 700 têtes dont ¾ de bovins) est entretenu dans de nombreuses exploitations agricoles de semi- montagne (une quinzaine) pratiquant également des cultures diversifiées. Ces « paysans » valorisent « le pays » tout en entretenant et sauvegardant un environnement de qualité.
- Commerce et artisanat
- Pour toutes les communes du Pays d'Arlanc, lorsque les populations étaient si nombreuses qu'elles devaient s'exiler pour survivre, les archives, au fil du temps, nous indiquent divers métiers et commerces pratiqués à petite échelle dans les villages les plus importants de la commune. Ainsi, est fait mention, au travers des textes, de quelque quatorze moulins, certains difficiles à localiser aujourd'hui, sur la Dolore et jusque même sur les petits ruisseaux de Best ou du Rieutord. On retrouve tel forgeron disparu, tel tisserand et tailleur d'habits à Novacelles et même un notaire ! Sans oublier les nombreuses "denteleuses" ou fabricantes de chapelets qui œuvraient pour quelques sous en gardant les bêtes ou à la veillée. Mais ces temps sont révolus et nous ne remonterons qu'à la fin du XIXe siècle, encore présent parfois dans la mémoire narrative de nos anciens.
Le chef-lieu, début XXe siècle, a compté jusqu'à six maisons occupées par des artisans ou des commerces.
- Exploitation forestière
- Tourisme
 Il existe deux gîtes à Novacelles pour se loger, et dont on peut trouver le descriptif en consultant le site « Gîtes de France »

## Démographie
L'évolution du nombre d'habitants est connue à travers les recensements de la population effectués dans la commune depuis 1793. Pour les communes de moins de 10 000 habitants, une enquête de recensement portant sur toute la population est réalisée tous les cinq ans, les populations de référence des années intermédiaires étant quant à elles estimées par interpolation ou extrapolation. Pour la commune, le premier recensement exhaustif entrant dans le cadre du nouveau dispositif a été réalisé en 2008.

En 2022, la commune comptait 153 habitants, en évolution de +8,51 % par rapport à 2016 (Puy-de-Dôme : +2,1 %, France hors Mayotte : +2,11 %).
| 1793 | 1800  | 1806  | 1821 | 1831 | 1836  | 1841 | 1846 | 1851 |
| ---- | ----- | ----- | ---- | ---- | ----- | ---- | ---- | ---- |
| 867  | 1 000 | 1 052 | 965  | 964  | 1 014 | 992  | 967  | 995  |

| 1856  | 1861 | 1866 | 1872 | 1876 | 1881 | 1886 | 1891 | 1896 |
| ----- | ---- | ---- | ---- | ---- | ---- | ---- | ---- | ---- |
| 1 017 | 990  | 992  | 972  | 882  | 873  | 846  | 752  | 711  |

| 1901 | 1906 | 1911 | 1921 | 1926 | 1931 | 1936 | 1946 | 1954 |
| ---- | ---- | ---- | ---- | ---- | ---- | ---- | ---- | ---- |
| 631  | 579  | 586  | 517  | 493  | 470  | 434  | 381  | 315  |

| 1962 | 1968 | 1975 | 1982 | 1990 | 1999 | 2006 | 2008 | 2013 |
| ---- | ---- | ---- | ---- | ---- | ---- | ---- | ---- | ---- |
| 262  | 260  | 234  | 201  | 173  | 146  | 150  | 151  | 139  |

| 2018 | 2022 | - | - | - | - | - | - | - |
| ---- | ---- | - | - | - | - | - | - | - |
| 150  | 153  | - | - | - | - | - | - | - |

## Faune et flore
Espèces et essences d'arbres et végétaux les plus représentés sur la commune de Novacelles :
- Bouleau verruqueux,
- Saule marsault,
- Sapin pectine,
- Epicea commun,
- Mélèze du japon.

## Lieux et monuments
- Le Bourg
- La Dolore
 La Dolore était à usage exclusif des seigneurs d'Arlanc. Ils y jouissaient du droit de pêche des poissons, des moules et des écrevisses, mais aussi des droits exclusifs d'utilisation de la force hydraulique pour l'établissement des moulins, des biefs et droits de taxe sur toutes les prises d'eau, qu'elles soient à l'usage industriel ou d'irrigation. Calme, tranquille et accueillante en étiage, elle sait aussi se montrer parfois cruelle, lors de fortes crues où, débordant de son lit, elle emporte les biefs et les levées des moulins pour s'étaler largement sur les chantiers et les cultures.
 Le poète arlancois, Maurice Faucon, l'a célébrée dans ses vers :

« Elle court en sifflant sur les cailloux qu'elle use, comme un pâtre joyeux qui revient au hameau, Ô ma rivière aimée, Ô ma brune Dolore, pourquoi t'enfuir ainsi d'un flot précipité, elle traverse Novacelles, Issandolanges, Capartel, Arlanc, dont la fierté s'accroche à son socle de pierres aux nuances d'airain... »
- Novacelles et son cirque
- L'église Saint-Pierre
Sans nul doute, l'église est un des joyaux romans du Pays d'Arlanc. À l'origine, début Xe siècle , c'était une simple chapelle qui servait un petit ermitage d'une poignée de moines. Elle fut élevée au XIIe siècle, dans l'enceinte même de la basse-cour contiguë du château dominant le bourg, pour les usages du seigneur du lieu, puis elle servit dès le milieu du XIIIe siècle les moines rattachés à l'abbaye bénédictine de La Chaise-Dieu. Ses proportions sont de dix-huit mètres sur huit, avec une nef unique à deux travées terminée par une abside voûtée en cul-de-four éclairée par trois étroites baies romanes. Les arcs doubleaux de la nef sont soutenus par des chapiteaux très frustes, à faible relief, couronnant des colonnes engagées. L'entrée se faisait latéralement par un petit porche donnant sur le château.
Comme partout, les seigneurs du lieu étaient alors inhumés dans l'église même, dans le pavement ou dans un enfeu, cavité creusée dans l'épaisseur des murs. Il en subsiste encore un, sur le côté gauche, transformé par la suite en fonts baptismaux. Un remarquable bénitier roman, conservé, fut taillé dans un bloc monolithe de granit local.
Elle a été classée par arrêté du 25 février 1969 (église, sauf abside classée et clocher moderne / cad. À 1069), inscription par arrêté du 27 février 1969. L'église est la propriété de la commune.
Cette église, ancienne dépendance casadéenne, fait aujourd'hui partie de la paroisse Saint-Jean-François Régis en Livradois-Forez.

Fresques murales
- Une initiative, commune pour l'époque, fut alors prise, sans doute au début du XIVe siècle. On décida de décorer de peintures murales tout le chœur de la petite église. Le cul-de-four et les murs, y compris les ébrasements des baies romanes, furent alors couverts de fresques. Il s'agissait de proposer aux fidèles des enseignements bibliques et des modèles religieux à suivre. Tous les supports étaient possibles : chapiteaux, vitraux pour les riches cathédrales ou basiliques, mosaïques ou sculptures des tympans et des jubés. Les petites églises rurales se « contentaient » de fresques peintes.
Ces fresques ont été découvertes en 1965, lors de travaux à l'intérieur de l'église. C'est le peintre Marcel Nicaud, restaurateur notamment du « Christ en Majesté » de Lavaudieu, qui a reconstitué ce chef-d'œuvre afin de lui redonner l'éclat qu'il attendait depuis plusieurs siècles.
- Château de Novacelles
Il reste les vestiges d'un ancien château, qui constituait assurément l'ancien prieuré (dépendance de l'abbaye de La Chaise-dieu), avec des restes d'enceinte fortifiée.
- Grotte de la Vierge Marie et Calvaire
À proximité de Novacelles, sur la route RD 105 qui conduit à La Chaise-Dieu, en bordure de Dolore, a été aménagée une grotte. C'est lors de la mission de 1881 que fut décidé et commencé la réalisation d'une réplique de la grotte de Lourdes. On fit intervenir pour cela, un « spécialiste », l'abbé Gimbert, vicaire du Puy. Il faut dire que le site se prêtait remarquablement à cette représentation. La paroi rocheuse , abrupte, surplombait alors une prairie où coulait la Dolore, comme le Gave à Lourdes (la route ne fut ouverte qu'au début du XXe siècle). À mi-côte de la montagne, il fit tracer un chemin pratiqué à grand-peine dans le roc, ériger un piédestal pour recevoir une statue de Notre-Dame de Lourdes et dresser un calvaire au sommet des roches couronnées de pins. Au bas, d'infatigables mineurs employaient le fer et le feu pour creuser et bâtir une grotte destinée par sa forme et sa position à rappeler la grotte fameuse des roches Massabielles. Une petite grille en fermait l'entrée et une source captée plus haut s'écoulait à côté comme la source miraculeuse. La fête-pèlerinage de la grotte, le 15 août, était fréquentée alors, puis tomba en désuétude dans les années soixante. Elle a été reprise depuis peu et la procession aux flambeaux a lieu, à la veillée après la messe, le premier samedi de mai[23].
- Village d'Issandolanges et son château
Du haut de son éperon rocheux, le site d’Issandolanges vous dévoile ses mille ans d’histoire. Ce vieux village médiéval, où vous découvrirez, au détour d’un chemin, un four à pain, les restes d'une chapelle, le site fortifié d’un château, un vieux moulin, un lavoir, un bief... a été abandonné par l’homme il y a 70 ans (en 1924). Des ruines restaurées depuis les années 1990, on distingue encore les traces d'une double motte castrale, sans doute les emplacements successifs du château au cours du temps passé.
C'est une particularité suffisamment rare pour qu'elle soit mentionnée : la commune de Novacelles est composée de deux anciennes paroisses, Novacelles et Issandolanges. On racontait autrefois que les premiers couteliers thiernois étaient issus de ce lieu, le village proche de Fontenilles rappelant le nom d'une famille de couteliers qui existe toujours dans la région de Thiers.

Étymologie
1280 - Issendelenges
1306 - Issodolenges / Issandelenges
1307 - Yssodolanges / Issodollanges
1311 - Yssandelenges / Yssandolanges
1336 - Yssendelanges / Ichandelanges
1384 - Essandolenghas.
Histoire de la châtellenie d'Issandolanges
Eustache de Montboissier, seigneur d'Issandolanges, échange en 1238, avec Hugues de la Tour, évêque de Clermont, la seigneurie d'Issandolanges lui appartenant, contre celle de Léotoing.
L'évêque de Clermont cède le fief d'Issandolanges, sous réserve de l'hommage à Guillaume Maurice, chevalier, seigneur de Saint-Bonnet qui le possède en 1620. Il (le fief) passe au fils de celui-ci, Pierre Maurice, chevalier, seigneur de Saint Bonnet, Roche-Savine, etc. lequel en rend hommage en 1311, à l'évêque de Clermont en même temps que de Boutonargues, (Bertignat). Issandolanges fit partie des biens que ce même Pierre Maurice, donna, le lundi après la Saint-Michel de l'an 1311, à Robert VI, comte d'Auvergne, sous réserve de l'usufruit sa vie durant et celle de dame Adizie, sa femme. Il (le fief) passa par héritage à Robert VII, comte d'Auvergne et de Boulogne en 1325 puis au fils de celui-ci, Guillaume VI, comte d'Auvergne et de Boulogne décédé le 6 août 1332.
Il reste dans la famille des comtes d'Auvergne jusqu'à Godefroy d'Auvergne qui, en 1364, assigne sur Issandolanges le douaire de Marguerite Dauphine, sa première femme et agit de même en 1380 pour Blanche Le Bouteiller de Senlis, sa troisième femme. Marie d'Auvergne, sa fille, le porte par mariage, le 2 janvier 1389 à Bertrand V de la Tour.
En 1459, Issandolanges fait partie de l'apanage de Godefroy de la Tour, seigneur de Montgascon, deuxième fils de Bertrand VI de la Tour, comte d'Auvergne et de Boulogne.
Le fief reste dans la famille de la Tour, jusqu'à Suzanne de la Tour, dame d'Ambert, Roche-Savine, et Bouronargues, etc. qui le porte par mariage le 27 janvier 1500 à Claude de Rochebaron, chevalier, seigneur de Montauroux.
Issandolanges reste dans la famille Rochebaron jusqu'à Antoinette de Rochebaron, fille de François II de Rochebaron et de Marguerite d'Aulmont, qui le porte en mariage le 23 décembre 1618 à Claude Isserpens, chevalier, seigneur de Gondras.
Catherine d'Isserpens, leur fille le porte par mariage le 12 août 1652 à Louis de La Rochefoucauld, chevalier, comte de Laurac.
Le fief passe par achat à Charles Louis de Bonlieu, chevalier, seigneur de Montpentier, qui en rend hommage en 1669 et 1670.
Passe à son fils, François de Bonlieu, chevalier, marié le 20 novembre 1679 avec Marguerite de Beaufort-Monboissier.
Passe à leur fils Jean-Louis de Bonlieu, chevalier, mort célibataire après 1721.
Passe à Jean-Claude de Reynaud de Mons, chevalier, marié le 23 avril 1720 avec Charlotte Chapuis de la Goutte.
Enfin le fief passe à leur fils Jean-Gaspard de Reynaud de Mons, chevalier, marié le 13 juin 1751 avec Madeleine de Montorcier. Il mourut avant 1796.
,,,.
Livre
Le vielleux d'Issandolanges paru aux éditions des Monts d'Auvergne en avril 2011: L'auteur, Gilles-Antoine Descroix, nous conduit à Issandolanges et nous parle de Jeannette et Auguste Maulhaguet. Auguste a appris à son fils Florimond à jouer de la vielle et lui a offert son instrument qu'il tenait de son grand-père. Cette vielle suivra Florimond sa vie durant et lui permettra, par sa musique, de réaliser son vœu d'enfant.
Video
- Vidéo sur le Site d'Issandolanges réalisé par Fabrice Garnier

- Église Saint-Blaise -
Elle est peu visible de nos jours. Devenue simple chapelle à la Contre-Réforme, sous le titre de Saint-Roch, elle était longue de 18 mètres sur 8 de large. La nef comportait deux travées séparées par un arc doubleau reposant sur des colonnes engagées à chapiteaux historiés. Le chœur, en cul-de-four était éclairé par trois baies romanes. L'entrée se faisait par un portail à deux vantaux donnant sur le chemin par un escalier de quatre marches. Une tribune en fond de nef agrandissait l'édifice. Deux cloches, dans un clocher à peigne, appelaient les fidèles des hameaux alentour, aux différents offices, hors enterrement car il n'y avait pas de place pour un cimetière.
- École-mairie
Bâtiment construit au tout début du XXe siècle.
- Les moulins
- Les croix
- Oratoires-chapelles.

## Personnalités liées à la commune
- Étienne Christophe Maignet (Ambert le 9 juillet 1758 - Ambert le 22 octobre 1834), avocat et député français, représentant en mission sous la Convention Nationale, était issu d'une famille originaire de Novacelles.